# Taichi Fukui
Taichi Fukui (福井 太智, , Fukui Taichi), né le 15 juillet 2004 à Kanagawa au Japon, est un footballeur japonais qui évolue au poste de milieu central au FC Arouca.

## Biographie

### En club
Né dans la préfecture de Kanagawa au Japon, Taichi Fukui est formé par le Sagan Tosu. C'est avec ce club qu'il commence sa carrière professionnelle, jouant son premier match le 3 mars 2021, lors d'une rencontre de coupe de la ligue japonaise contre le Kashima Antlers. Il est titularisé et son équipe est battue par trois buts à zéro.
Fukui fait sa première apparition en J. League, la première division japonaise, face au Sanfrecce Hiroshima le 3 juillet 2021. Entré en jeu à la place de Daiki Matsuoka, il voit son équipe faire match nul (1-1 score final).
Le 1er janvier 2023, Taichi Fukui rejoint le Bayern Munich. Le transfert est annoncé dès le 28 septembre 2022 etil signe un contrat courant jusqu'en juin 2025.
Le 26 septembre 2023, Fuchui fait sa première apparition avec l'équipe première du Bayern Munich, à l'occasion d'une rencontre de coupe d'Allemagne face au SC Preußen Münster. Il entre en jeu à la place de Joshua Kimmich et son équipe s'impose par quatre buts à zéro.
Le 31 janvier 2024, Fukui est prêté au Portimonense SC jusqu'à la fin de la saison.
Le 4 juillet 2024, Taichi Fukui est de nouveau prêté à un club portugais, cette fois au FC Arouca pour la durée d'une saison.
Le 3 février 2025, le FC Arouca lève l'option d'achat de Taichi Fukui. Le joueur japonais signe un contrat courant jusqu'en juin 2028 avec le club portugais.

### En sélection
Taichi Fukui est retenu avec l'équipe du Japon des moins de 20 ans pour participer à la coupe du monde des moins de 20 ans en 2023.